# Подільська височина
Поді́льська височина́ — височина на південному заході України, у Тернопільській, Хмельницькій, Вінницькій та частково Львівській, Івано-Франківській, Чернівецькій і Одеській областях. Подільська височина входить до складу Східноєвропейської рівнини.
Подільську височину разом із Волинською височиною часто називають Волино-Подільською.

## Загальні характеристики
Площа 580 х 180 км. Пересічні висоти від 350—400 м до 180—200 м, макс. — 471 м (г. Камула). Поширений карст. У гірських породах є понад 60 печер, у тому числі відомих — «Оптимістична» (найдовша печера в Євразії — бл. 270 км, утворена в гіпсах), «Озерна» (протяжність лабіринтів у гіпсах бл. 130 км, зали до 100 х 10(20) м), «Кришталева» та інші.

### Склад
У рельєфі височини чітко виділяються окремі масиви:
- Львівське плато
- Перемишлянське низькогір'я
- Опілля
- Терно́пільське плато́
- Гологоро-Кременецький кряж
- Авратинська височина
- Товтри
- Придністровська височина

### Розташування
Подільська височина розташована на лівобережжі Дністра. Височина витягнута із північного заходу на південний схід.
На північному заході обривається у бік рівнин Малого Полісся крутим уступом заввишки до 200 м.
На північному сході межує з Придніпровською височиною. Ця межа умовно проходить по долині Південного Бугу.
На південному заході межує з Передкарпаттям — переважно по долині Дністра.

### Геоструктура
У геоструктурному плані Подільська височина відповідає західному та південно-західному схилу Українського щита та південній частині Волино-Подільської монокліналі. Тут залягає Волино-Подільський тектонічний блок.
Височина складена вапняками, мергелями, пісковиками та сланцями, а в східній частині гранітами та гнейсами, перекритими лесами й лесовидними суглинками. З корисних копалин є будівельні матеріали.

### Рельєф

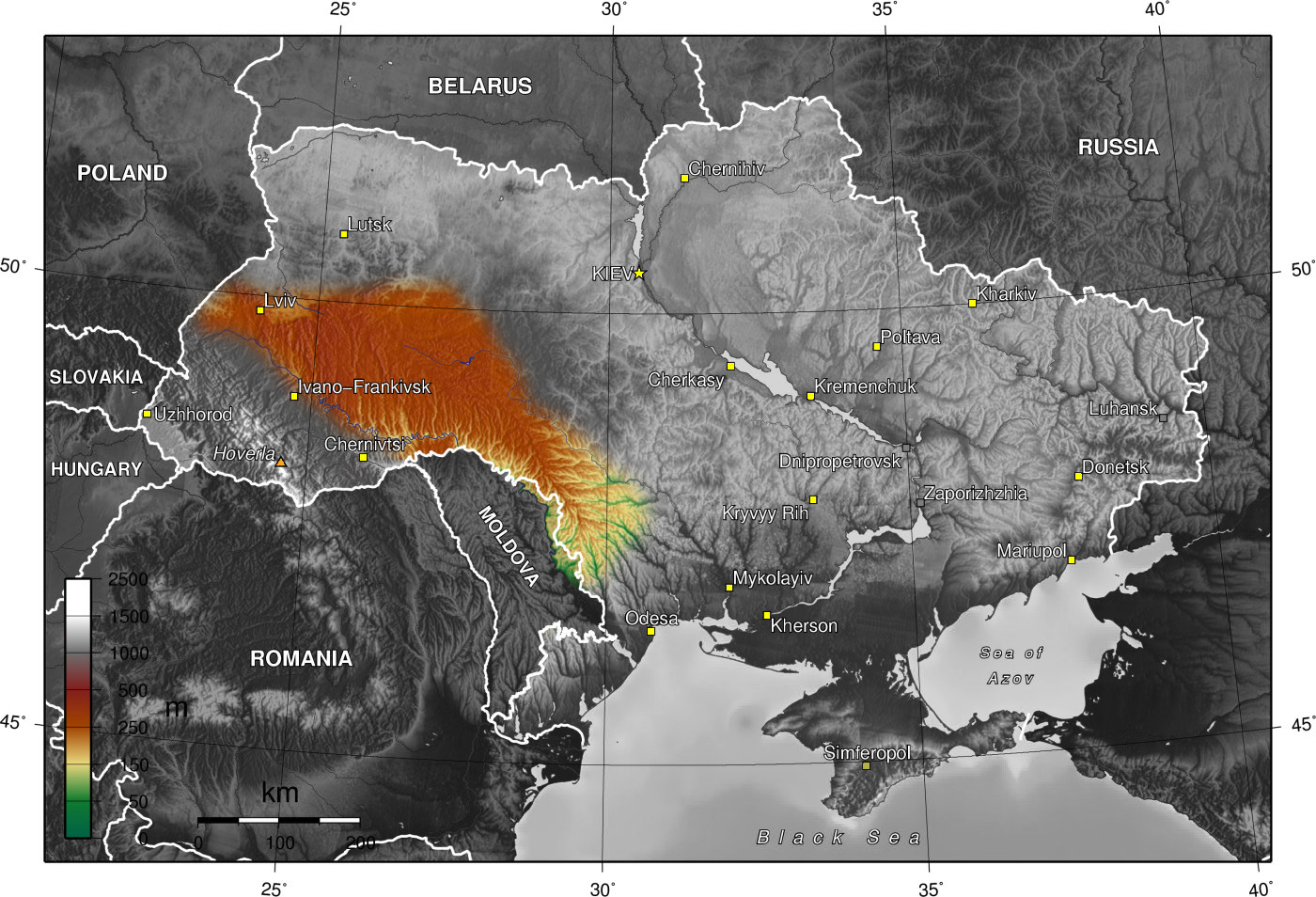
Подільська височина межі

Для рельєфу характерне сполучення великих плоских межиріч і глибоких каньйоноподібних долин річок — лівобережних приток Дністра — Гнилої Липи, Золотої Липи, Стрипи, Серету, Збруча, Смотрича, Студениці. Глибина врізу долин досягає 200—250 м.
Висоти знижуються із північного заходу на південний схід з 380—320 м до 220—130 м.
Північний край височини в результаті інтенсивного ерозійного розчленовування має горбкуватий характер рельєфу (Гологори, Вороняки, Кременецькі гори заввишки 400 м і більше).
Придністровська частина Подільської височини — це східчаста рівнина, утворена великими терасами Дністра. У західній частині з північного заходу на південний схід простягаються Товтри (Медобори).

### Рослинність
Значну частину Подільської височини розорано. Є дубові ліси (з домішкою граба, липи) і лугові степи. У північних районах трапляються невеликі букові ліси, у південній частині — різнотравно-типчаково-ковилові степи.